# Porsche-Diesel Super B 308
 (février 2025).
Si vous disposez d'ouvrages ou d'articles de référence ou si vous connaissez des sites web de qualité traitant du thème abordé ici, merci de compléter l'article en donnant les références utiles à sa vérifiabilité et en les liant à la section « Notes et références ».

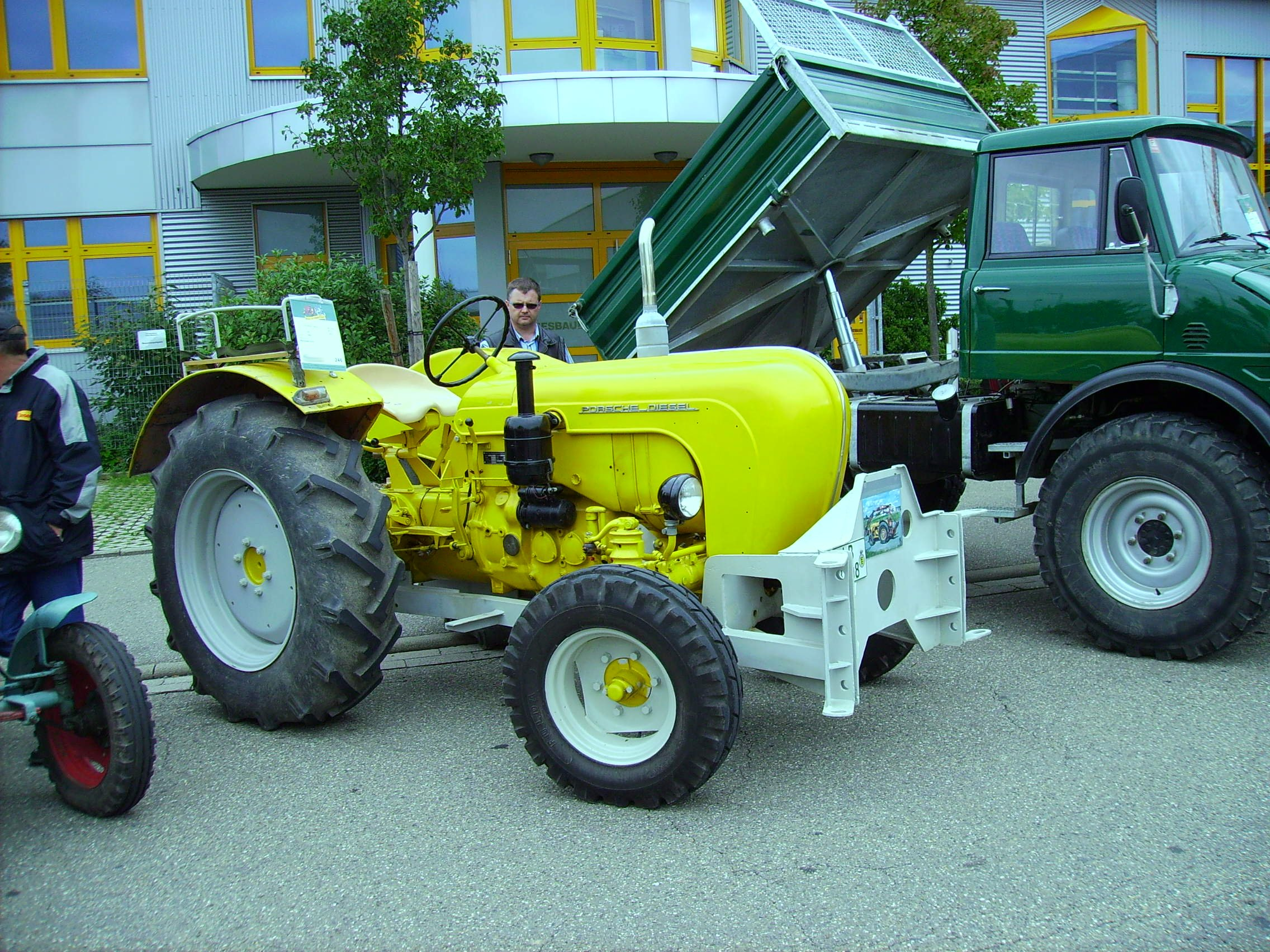
Porsche-Diesel Super B 308

Le Porsche-Diesel Super B 308 est un tracteur fabriqué par Porsche-Diesel Motorenbau GmbH, basé à Friedrichshafen sur le lac de Constance et qui a produit ce modèle de tracteur de 1958 à 1961. Le Super B 308 a été conçu pour ouvrir des domaines de vente supplémentaires sur le marché des tracteurs. La base était le Porsche-Diesel Super N 308 avec ses diverses possibilités de montage et d’application.
Le moteur du Porsche-Diesel Super B 308 était un moteur diesel vertical à trois cylindres et refroidi par air. Celui-ci est particulièrement caractérisé par une lubrification par circulation sous pression. Le procédé de combustion Optima de Porsche est également utilisé dans le Porsche-Diesel Super B 308, comme dans de nombreux modèles précédents. Le tracteur est également équipé d’un système d’injection Bosch, d’un filtre à air à bain d’huile et d’un ventilateur de refroidissement radial avec contrôle du thermostat. Le Porsche-Diesel Super B 308 était disponible avec, en option, avec un élévateur hydraulique Scherff ou un élévateur électrique. Un bras de suspension hydraulique Schmidt était intégré au tracteur Porsche pour permettre la fixation rapide de divers dispositifs. Une pompe hydraulique était fixée à la prise de force avant, qui servait de pompe à plateau oscillant.
Le tracteur Porsche-Diesel est disponible avec de nombreux équipements spéciaux. Il s’agit notamment de la capote, du raccord de benne basculante et du raccord de frein à air comprimé pour le fonctionnement de la remorque. Le tracteur est également équipé d’un générateur triphasé, d’une remorque à essieu moteur et d’un dispositif de profilage de route. D’autres accessoires comprennent une direction hydraulique, une pompe de gonflage de pneus et un élévateur électrique. Les roues arrière du Porsche-Diesel Super B 308 sont également équipées de freins à mâchoires internes. Le frein à main indépendant agit sur la transmission. Si le véhicule doit être utilisé avec des remorques, un raccord de frein pneumatique peut être installé sur demande. Les autres caractéristiques du Porsche-Diesel Super B 308 comprennent un cadre de siège à suspension parallélogramme avec suspension en caoutchouc, un quadruple voyant lumineux et une jauge à carburant. En option, le tracteur peut être équipé d’un toit pour le conducteur ou d’une chaufferette.

## Crédit de traduction
- (de) Cet article est partiellement ou en totalité issu de l’article de Wikipédia en allemand intitulé « Porsche-Diesel Super B 308 » (voir la liste des auteurs).